# Éliane Radigue
Éliane Radigue (París, 24 de gener de 1932) és una compositora francesa de música electrònica, el treball de la qual, des de principis de la dècada de 1970, s'ha creat gairebé exclusivament amb un sol sintetitzador, el sistema modular ARP 2500.

## Biografia
Nascuda a París per una família de classe mitjana, es va casar amb l'escultor Armen amb qui va viure a Niça, mentre criava als seus tres fills. Havia estudiat piano i ja havia assajat a compondre quan va sentir per primera vegada una emissió en la ràdio d'una peça d'un dels pares fundadors de la música concreta, Pierre Schaeffer.
Poc després, en els anys 1950, es va reunir amb Schaeffer i es va convertir en una de les seves alumnes i va treballar de manera periòdica, durant les seves estades a París, en el «Studio d'Essai». Durant la dècada de 1960 va ser assistent de Pierre Henry, període durant el qual va crear alguns dels sons que apareixen en la seva obra. Com el seu treball va guanyar en maduresa, Schaeffer i Henry van estimar que el seu ús particular del micro, amb llargs bucles gravats d'efecte Larsen, eren contraris als seus ideals, però la seva pràctica singular va romandre encara fortament influïda pels seus mètodes.
Al voltant de 1970, va crear a la Universitat de Nova York, en un estudi que va compartir amb Laurie Spiegel, la seva primera música basada únicament en l'ús del sintetitzador, un model Buchla prestat per Morton Subotnick. El seu objectiu era llavors crear un lent i determinat desenvolupament del so, alhora proper al dels compositors minimalistes de Nova York i dels seus antics aliats de la música concreta francesa.
Després de presentar el primer dels seus Adnos el 1974 en el «Mills College», per la invitació de Terry Riley, un grup d'estudiants francesos va destacar el profund lligam entre la meditació i la seva música i li van suggerir interessar-se pel budisme tibetà.
Després de la recerca del budisme tibetà, es va convertir ràpidament i va passar els següents tres anys dedicada a la seva pràctica amb el gurú Rinpoche Pao, que posteriorment la va reorientar de nou als seus treballs musicals. Va tornar a la composició, reprenent els mateixos mètodes de treball i perseguint els mateixos objectius que abans, i va acabar Adnos II (1979) i Adnos III (1980). Durant bona part dels anys 1980, es va dedicar a una obra singular, d'una durada de més de tres hores, pot ser que la seva obra mestra, la Trilogie de la Mort, molt influïda pel Llibre tibetà dels morts, per la seva pràctica de la meditació i per la mort de Pao Rinpoche i la del seu fill Yves Armen. El primer volum de la trilogia, Kyema, va ser el seu primer enregistrament publicat, en el segell XI de Phill Niblock.
Des d'aleshores, ha creat un gran nombre d'obres, entre elles una patrocinada pel govern francés, basada en contes i històries de la tradició budista.
Es va incorporar més tard al grup d'improvisació amb «laptop», «The Lappetites», que va llançar el seu primer àlbum Before the Libretto en el segell Quecksilber en 2005. El grup està integrat per Eliane Radigue, Kaffe Matthews, Ryoko Kuwajima i Antye Greie, més conegut com a AGF.

## Selecció d'obres
- 1971 - Chry-ptus (New York Cultural Art Center).
- 1972 - 7th Birth (Nova York).
- 1972 - Geelriandre (Théatre de la Musique, Paris).
- 1973 - Phi 847 (The Kitchen, Nova York).
- 1973 - Arthesis (Theater Vanguard, Los Angeles).
- 1974 - Biogénésis and Transamorem Transmortem (The Kitchen, Nova York).
- 1974 - Adnos Festival d'Automne, Paris, 1974.
- 1975 - 7 petites pièeces pour un Labyrinthe Sonore (GERM, París).
- 1980 - Adnos II (Mills College, Oakland).
- 1982 - Adnos III, Prélude à Milarepa (Experimental Intermèdia Foundation, Nova York).
- 1984 - 5 songs of Milarepa (San Francisco Art Institute).
- 1986 - Jetsun Mila, Vie de Milarepa (GERM, París).
- 1988 - Kyema (New Langton Arts, San Francisco).
- 1991 - Kailasha (Experimental Intermèdia Foundation, Nova York).
- 1993 - Koume (Mamac, Festival MANXOLA, Niça).

## Discografia
- 1983 - Songs of Milarepa (disc senzill) (Lovely Music).
- 1987 - Jetsun Mila (Lovely Music).
- 1992 - Kyema, Intermediate States (Experimental Intermèdia).
- 1992 - Mila's Journey Inspired by a Dream (Lovely Music).
- 1996 - Biogenesis (Metamkine).
- 1998 - Trilogie de la Mort (triple disc, inclou Kyema) (Experimental Intermèdia).
- 1998 - Songs of Milarepa (dos discos, inclou Mila's Journey Inspired by a Dream) (Lovely Music).
- 2000 - I = A = B = A + B (2 x 7" edició limitada) (Povertech Industries).
- 2002 - Adnos I-III (Table of the Elements).
- 2003 - Geelriandre / Arthesis (Fringes Archive).
- 2004 - Elemental II (Records of Sleaze Art).
- 2005 - L'île re-sonante (Shiin).
- 2005 - Before the Libretto (amb el grup The Lappetites) (Quecksilber)
- 2007 - Chry-ptus (Schoolmap).
- 2013 - "Ψ 847" (Oral).